# Osterloog

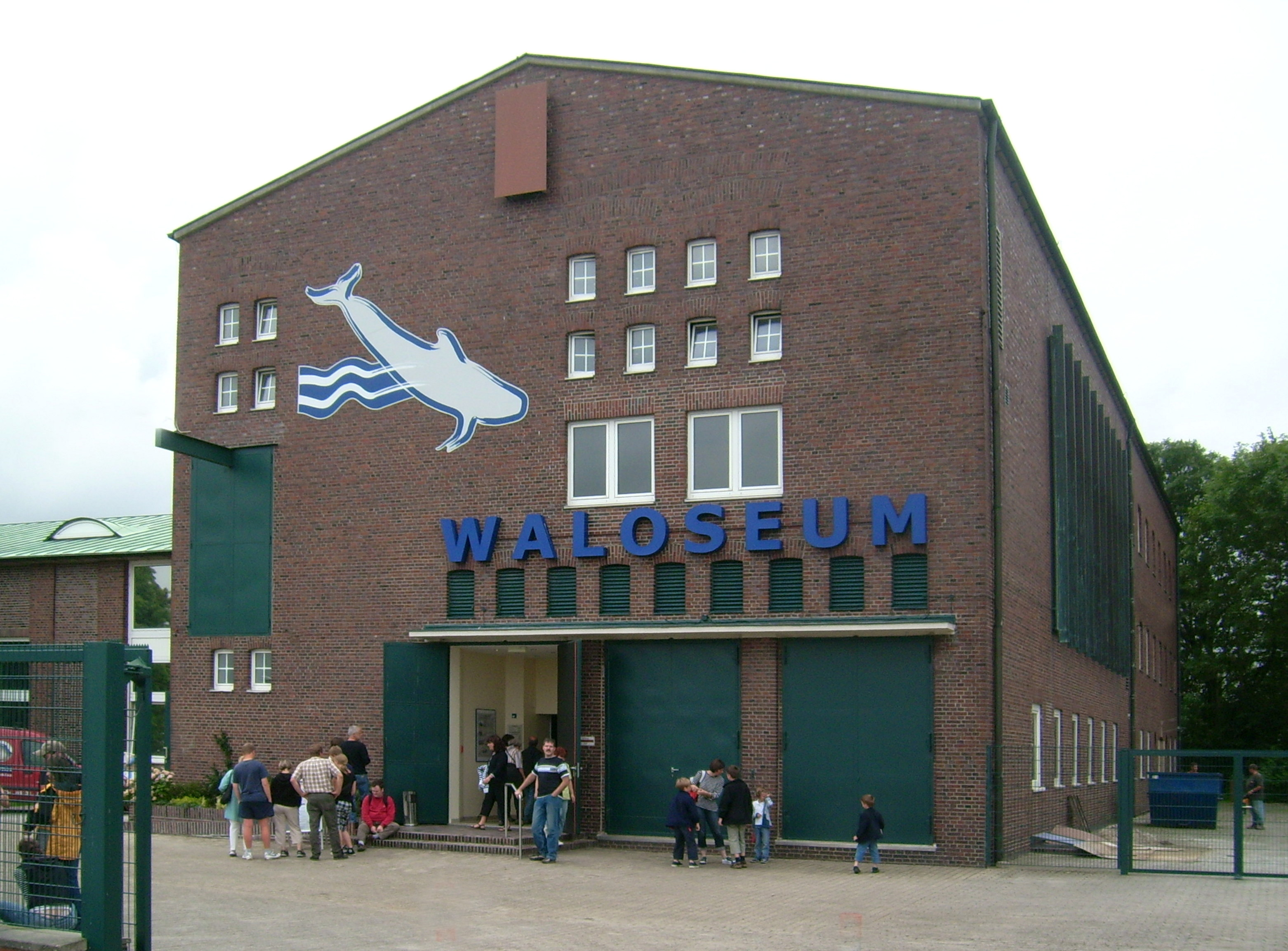
Waloseum mit Quarantänestation

Osterloog ist eine große Warft im Norder Stadtteil Norddeich, die mit einem Hof bestanden ist. Erstmals wird der Ort 1589 als Osterloch erwähnt. Die heutige Schreibweise ist seit 1755 geläufig. Der Name ist eine Zusammensetzung des ostfriesisch-niederdeutschen Begriffes Loog (= Dorf, Ort) mit der Himmelsrichtung Ost.
In Osterloog befand sich die ehemalige Sendestelle für den Seefunkdienst (Norddeich Radio). Nach dessen schrittweiser Abschaltung wurden die Sendemasten abgebaut. Auf dem dadurch freigewordenen Gelände entstand ein kleines Naturschutzgebiet. Das ehemalige Sendegebäude beherbergt das sogenannte Waloseum, eine permanente Ausstellung, die dem Wal gewidmet ist.